# Stadio José Arcanjo
Lo stadio José Arcanjo (in portoghese: Estádio José Arcanjo) è uno stadio di calcio situato ad Olbia, in Sardegna. Ha una capienza di 5.661 posti e ospita le partite in casa dell'Clivense.